# Cesare Siepi

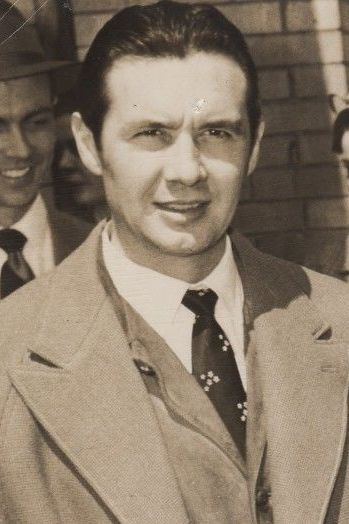
Siepi en 1951

Cesare Siepi (Milán, Italia, 10 de febrero de 1923-Atlanta, Estados Unidos, 5 de julio de 2010) fue un bajo lírico italiano, considerado uno de los mejores del período posterior a las Guerras Mundiales y el sucesor de Ezio Pinza entre los grandes Don Giovanni italianos.

## Biografía
Su voz se caracterizó por un profundo y cálido timbre, la articulación, pronunciación y legato unida al color homogéneo a lo largo de toda la extensión vocal.
Sus encarnaciones de personajes de Mozart y Verdi sentaron un estándar difícil de igualar. En el escenario, su planta, elegancia y su extraordinario fraseo le convirtieron en un Don Giovanni natural así como Figaro, Silva en Ernani, Felipe II en Don Carlo, Fiesco (Simon Boccanegra), Procida en I vespri siciliani y Mefistofele en las óperas de Charles Gounod y Arrigo Boito.
Favorito de Arturo Toscanini, su filmación de Don Giovanni en el Festival de Salzburgo de 1954 dirigido por Wilhelm Furtwängler es referencial.
Debutó en 1941 como Sparafucile en Rigoletto de Verdi, durante la Segunda Guerra Mundial emigró a Suiza por sus convicciones antifascistas pero regresó al finalizar la contienda a los teatros italianos. 
En noviembre de 1950 debutó triunfalmente en Nueva York contratado por Rudolf Bing como Filippo II, el flamante director inauguró su gestión con la premier del teatro metropolitano de Don Carlo con Delia Rigal, Fedora Barbieri, Jussi Björling, Robert Merrill y Jerome Hines. Con esa compañía cantó hasta mediados de la década de 1970 incorporando al final de su dilatada trayectoria papeles en alemán y ruso (Gurnemanz de Parsifal y el titular de Borís Godunov).
Fue figura clásica en el escenario de La Scala de Milán, en el Covent Garden, en la Wiener Staatsoper y el Metropolitan Opera y otros grandes teatros del mundo.
También incursionó con gran éxito en opereta y musicales de Broadway como Kiss Me Kate y otros de Cole Porter y en el cancionero popular de Paolo Tosti, Luigi Denza y contemporáneos.
Se retiró en 1989 con una despedida en el teatro de Sassuolo.
Se casó en 1962, con la bailarina del Met Louellen Sibley con quien tuvo dos hijos: Luisa y Marco. Tenía dos nietos. Siepi, a lo opuesto de la mayoría de sus colegas, fue un hombre muy reservado que no amaba aparecer en televisión o dar entrevistas, así que hoy en día no se encuentran entrevistas con él, a lo opuesto de casi todos sus colegas como Nicolai Gedda, y Elisabeth Schwarzkopf entre otros.

## Repertorio
- Vincenzo Bellini
  - Norma (Oroveso)
  - La sonnambula (Rodolfo)
- Arrigo Boito
  - Mefistofele (Mefistofele)
- Gaetano Donizetti
  - Anna Bolena (Enrico VIII)
  - La Favorita (Baldassarre)
- Charles Gounod
  - Faust (Mephistofeles)
- Italo Montemezzi
  - L'amore dei tre re (Archibaldo)
- Wolfgang Amadeus Mozart
  - Don Giovanni
  - Le nozze di Figaro (Figaro)
  - Die Zauberflöte (Sarastro)
- Modest Músorgski
  - Borís Godunov
- Amilcare Ponchielli
  - La Gioconda (Alvise Badoero)
- Giacomo Puccini
  - La bohème (Colline)
- Gioachino Rossini
  - Il barbiere di Siviglia (Don Basilio)
- Ambroise Thomas
  - Mignon (Lotario)
- Giuseppe Verdi
  - Aida (Ramfis)
  - Don Carlo (Filippo II)
  - Ernani (Silva)
  - I vespri siciliani (Procida)
  - La forza del destino (Padre guardiano)
  - Nabucco (Zaccaria)
  - Messa di requiem
  - Rigoletto (Sparafucile)
  - Simon Boccanegra (Fiesco)
- Richard Wagner
  - Parsifal (Gurnemanz)